# تاج خار

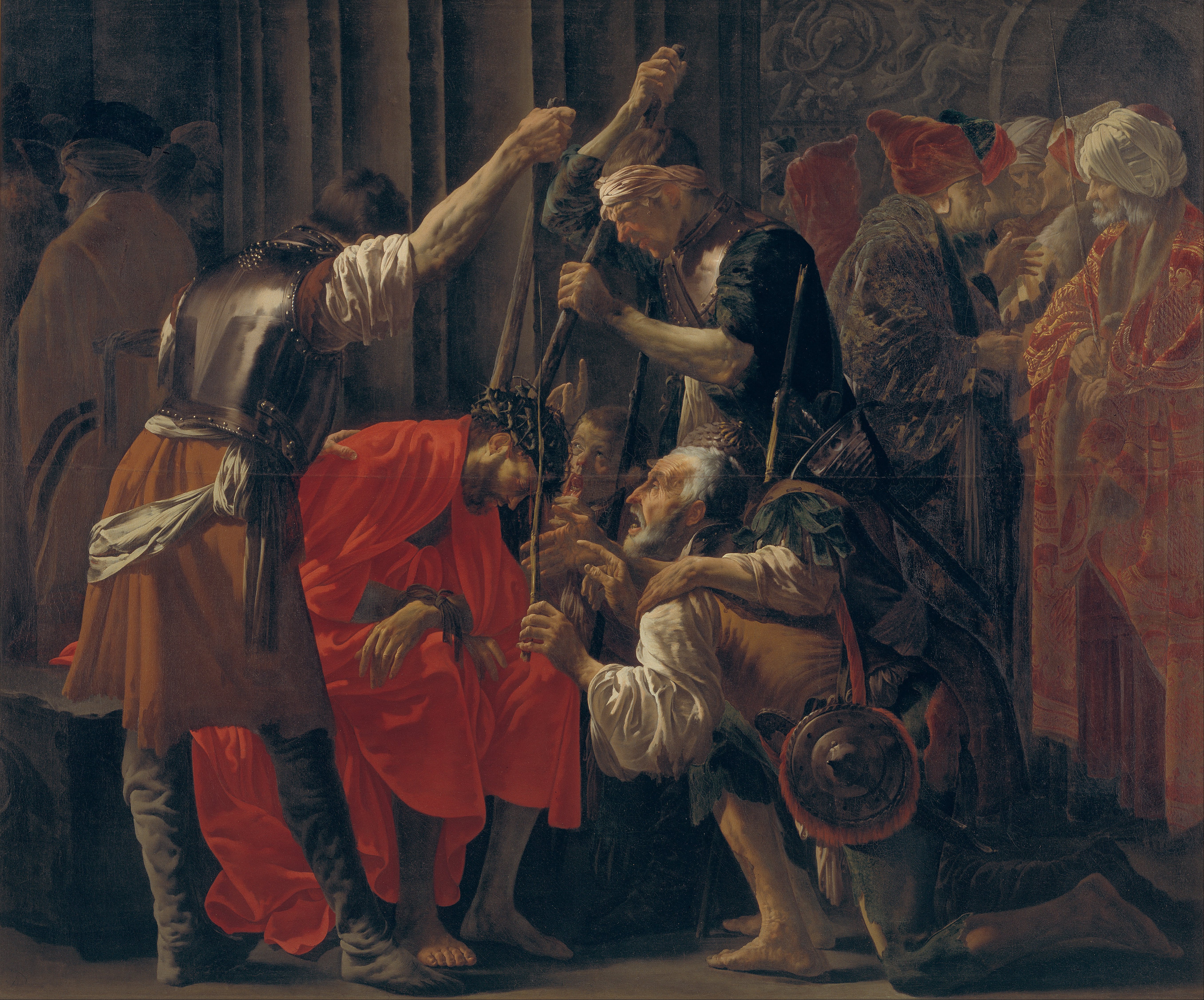
تاج خار، نام اثری در ژانر هنر دینی از هندریک تر بروخن به سال ۱۶۲۰ میلادی است. این اثر اکنون در مالکیت نگارخانه ملی دانمارک قرار دارد.

بر طبق سه انجیل، تاجِ خارها بافته ایست که بر سر عیسی در مصائب، که منجر به تصلیب او شد. این یکی از ابزارهای مصیبت است که توسط یکی از اسیر کنندگان او استفاده شد تا هم او را مسخره کند و هم زجرش دهد. در انجیل متی ذکر شده‌است ("و هنگامی که آنان تاجی ازخار ساختند، آن را بر روی سر قرار دادند و یک نی در دست راستش گذاشتند؛ و جلویش زانو زدن و به او گفتند: درود بر پادشاه یهودیان "27:29 KJV)، مارک (۱۵:۱۷) و جان (۱۹: ۲، ۵) و توسط اغلب پدران اولیه کلیسا، مانند کلمنت اسکندریه، اوریگن و دیگران، اشاره شده‌است.